# Leinecksmühle
Die Leinecksmühle ist eine ehemalige Wassermühle und eine Einzelsiedlung in der Teilgemarkung Pfahlbronn der Gemeinde Alfdorf, einer Gemeinde im baden-württembergischen Rems-Murr-Kreis. Die Anlage wurde im Hochmittelalter gebaut und diente einst als Getreide-, Säge- und Ölmühle. Um 1960 wurde die Mühle abgebrochen.

## Lage
Die Siedlung mit ihren drei Gebäuden liegt ca. 2 Kilometer westlich der historischen Ortsmitte von Alfdorf, im Tal und am linken Ufer der Lein, unmittelbar unterhalb der spärlichen Reste der Burg Leineck.
Die Leinecksmühle war bis zum 1. Januar 1972 ein Wohnplatz der Gemeinde Pfahlbronn und kam mit der Gebietsreform zu Alfdorf.

## Geschichte
Ohne Zweifel gehörte die Leinecksmühle zu der hochmittelalterlichen Burg Leineck, auf der einst die Herren von Leineck saßen. Erstmals urkundlich erwähnt wurde die Mühle 1398. Nach dem Aussterben der Leinecker kam die Burg in den Besitz verschiedener Geschlechter und kam schließlich an die Gmünder Patrizierfamilie Rinderbach. 1408 übergab Hans von Rinderbach die Mühle samt ihren Baum- und Gemüsegärten und ein Tagewerk Wiesen an Hans Lüttlinger als Erblehen. 1435 ging die Burg an Fritz von Sachsenheim, der sie kurz danach an den Abt Wilhelm vom Kloster Lorch weiterverkaufte. Die Leinecksmühle wurde ab diesem Zeitpunkt stets vom Ellwangener Abt gemeinsam mit dem Burglehen an den Lehnsträger des Klosters Lorch verliehen. Um 1515 wurde die Mühle zur Kustoreipfründe des Stiftes Lorch gerechnet, gleichwohl gehörte die Mühle zur Pfarrei Alfdorf. Den Groß- und Kleinzehnt zog das Kloster Lorch ein.
In den 1830er Jahren hatte die Mühle einen etwa 700 Meter langen Mühlkanal und fünf oberschlächtige Wasserräder. Besitzer der Getreide-, Säg- und Ölmühle war Adam Heller. Der Betrieb wurde um 1960 eingestellt, nachdem die Ölschlägerei schon zuvor aufgegeben wurde. Das Hauptgebäude wurde vollständig abgerissen und durch ein modernes Wohnhaus ersetzt; der Mühlkanal zugeschüttet.

### Einwohnerentwicklung
- 1847: 8 Einwohner[1]

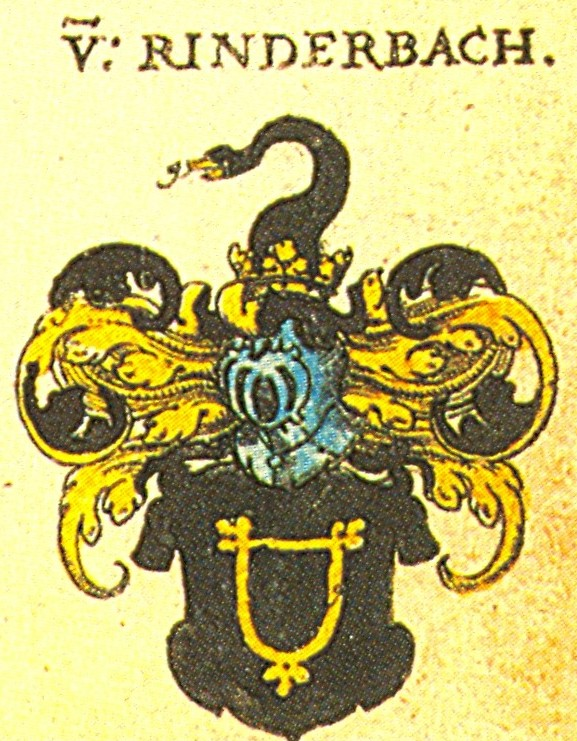
Wappen derer von Rinderbach
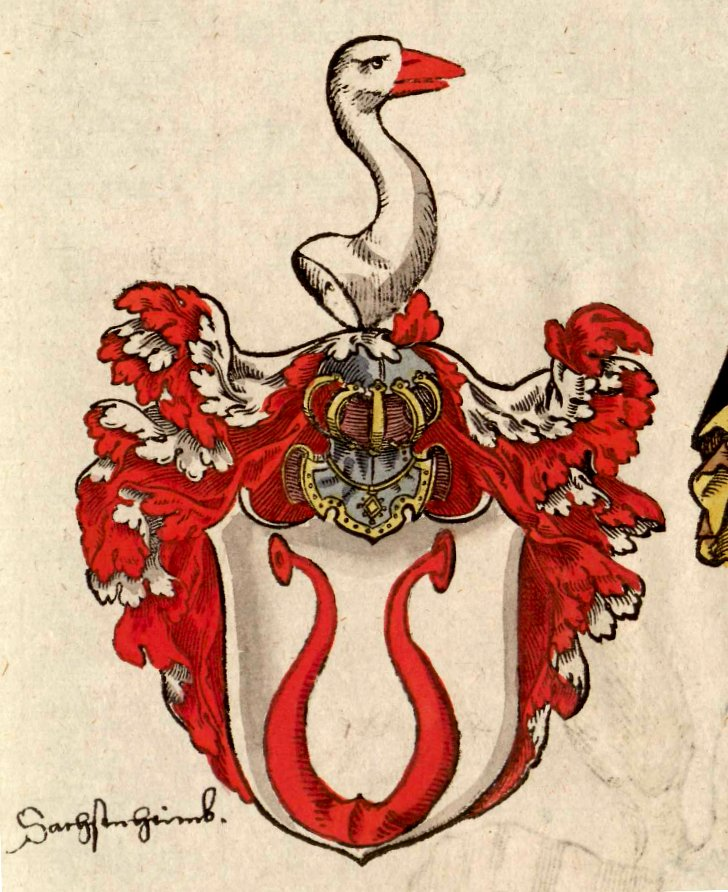
Wappen derer von Sachsenheim